# Kaňovka
Kaňovka je potok na horní Oravě, na území okresu Námestovo. Jde o pravostranný přítok Klinianky a měří 2,4 km a je tokem VI. řádu.

## Pramen
Teče v Oravských Beskydech, pramení v podcelku Ošust na jihovýchodním svahu Javoriny (1 051 m n. m.), nedaleko státní hranice s Polskem v nadmořské výšce cca 945 m n. m..

## Popis toku
Na krátkém úseku teče na jihovýchod, následně se stáčí na východ a zleva přibírá přítok z východního svahu Javoriny. Pak přibírá krátký pravostranný přítok ze severozápadního svahu Veľkého kopce (1 086,3 m n. m.) a dále již pokračuje severovýchodním směrem. Severozápadně od obce Novoť ústí v nadmořské výšce přibližně 808 m n. m. do Klinianky.